# ホンダ・スペイシー250フリーウェイ
スペイシー250フリーウェイ（SPACY 250 FREEWAY）は、本田技研工業がかつて製造販売したスクータータイプのオートバイである。

## 概要
1984年8月1日にスペイシーシリーズ最上級モデルとして発売。型式MF01。
当時、日本のオートバイメーカーとして最大排気量のスクーターであった。
1989年6月にエンジンやボディを新設計した「メットインタイプ」スクーター「フリーウェイ」がサブネームを引き継いで発売され、当モデルは生産終了。

## 車両解説
低床バックボーンフレームを採用し、250ccクラススクーターとしてはコンパクトかつクラス最軽量となる乾燥重量125kgを実現した。
車体デザインは1983年に発売されたスペイシー125ストライカーを踏襲した間延びのない直線主体である。ただし、ヘッドライトはスペイシー125ストライカー最大の特徴であったリトラクタブル・ヘッドライトとせずH4ハロゲンバルブの大型角1灯固定式とされた。
水冷4ストロークSOHC単気筒のMF01E型エンジンを搭載する。
メカニズム面では、フロントサスペンションに慣性モーメントが小さくコスト面で小排気量スクーターに採用例が多いボトムリンク式を採用。後輪ブレーキはマニュアルトランスミッション車と同じく右足動式とした。そのほかにも速度感応オートキャンセル式ウィンカー・パーキングブレーキなども採用し、オプションで大型フロントシールドも用意された。標準現金価格は\338,000、販売目標は6,000台/年とされた。
1986年11月12日にマイナーチェンジが実施され、以下の変更が行われた。
- デジタルメーター採用
- サイドグリップをリアキャリアに装備
- バンパー・ラジエーターグリルの色を黒で統一
- 車体上部と下部を分けたツートン塗装に変更
- 乾燥重量が118kg→125kgに増加

標準現金価格は\348,000、販売目標は5,000台/年に改定された。